# Акжар (Сариагаський район)
Акжа́р (каз. Ақжар) — село у складі Сариагаського району Туркестанської області Казахстану. Адміністративний центр Акжарського сільського округу.
До 1993 року село називалось Степне.
Населення — 6527 осіб (2021; 5635 у 2009, 4118 у 1999, 4436 у 1989).